# Marnes de Port
Les Marnes de Port, ou Marnes de Port-en-Bessin, sont une formation marneuse datant du Bathonien, étage du Jurassique moyen daté de (−168 à −166 millions d'années), dont on retrouve les affleurements dans le Calvados (France).

## Étymologie
Le nom de cette formation a été attribué en référence aux falaises de Port-en-Bessin.

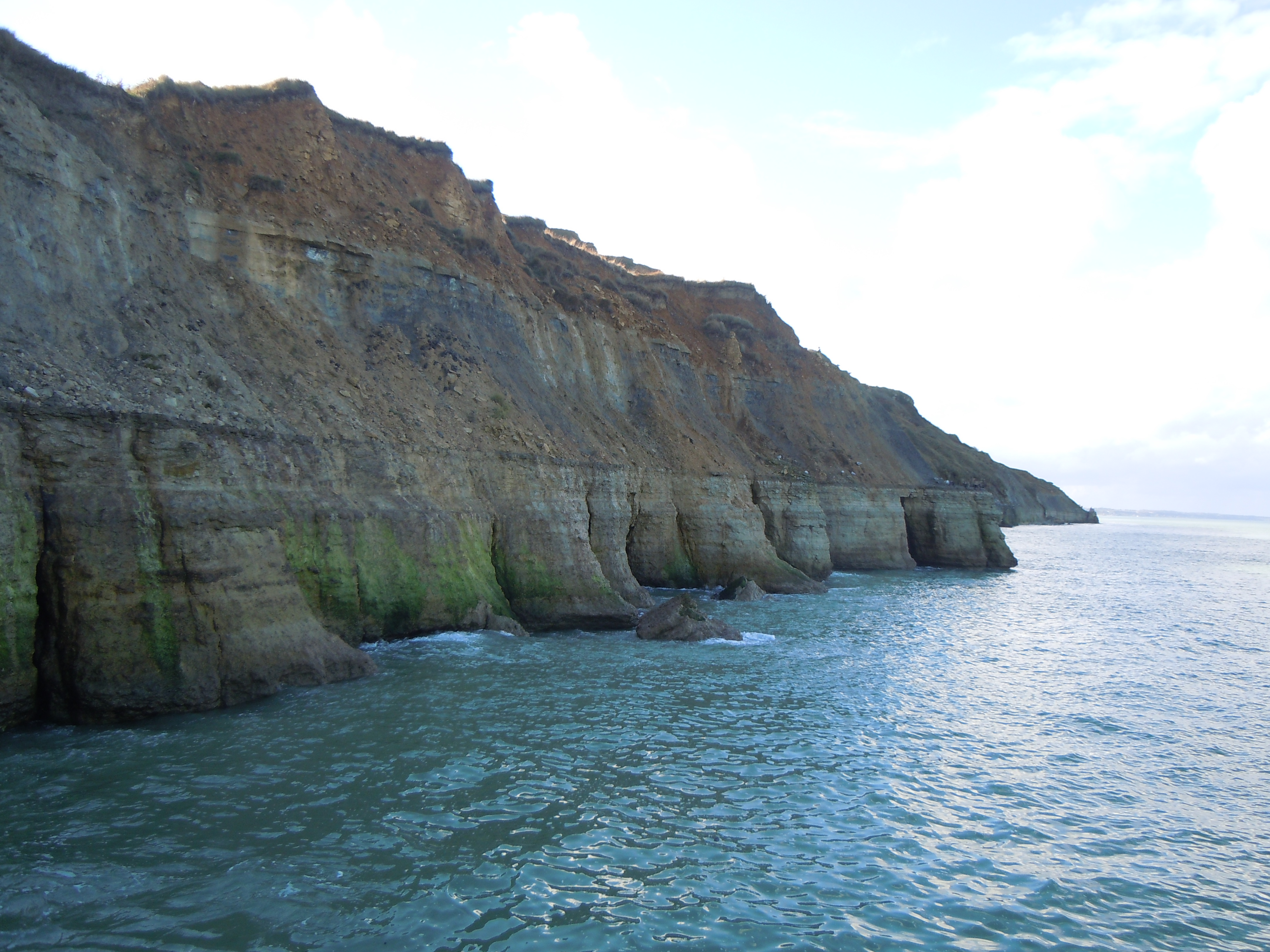
Falaises de marnes, à l'ouest de Port en Bessin.

## Localisation et puissance
Les marnes de Port se retrouvent sur la côte du Bessin jusqu'à Bayeux. La puissance maximale de l'affleurement (hauteur de la couche de marnes) atteint jusqu'à 38 m dans la partie occidentale des falaises de Port-en-Bessin,.

## Stratigraphie
Les marnes de Port sont situées au-dessus des calcaires à oolithes et à spongiaires du Bajocien. La couche de passage Bajocien- Bathonien affleure au niveau de l'estran des falaises de Port-en-Bessin.

## Fossiles
Les couches calcaires intercalées dans les marnes de Port ne contiennent que peu de fossiles, néanmoins on retrouve dans la partie inférieure de la formation, à la limite du calcaire du Bajocien, des rostres de bélemnites (Belemnopsis bessinus) et des empreintes d'ammonites de l'espèce  Morphoceras pseudo-anceps. Les marnes contiennent aussi du bois fossilisé et de la pyrite.